# Sistema Start/Stop
O Sistema Start/Stop (O correto é STOP and START ou ECO) é uma tecnologia automotiva que desliga automaticamente o motor após alguns segundos da parada do veículo e volta a ligá-lo, também automaticamente, quando o pedal de travão é aliviado ( nas viaturas de caixa de velocidades automática), ou quando o pedal da embraiagem é pressionado (no caso de viaturas com caixa de velocidades manual). O intuito deste sistema é a redução da emissão de CO2.
Em 1983, a Fiat dá a conhecer o primeiro carro do mundo com sistema Start/Stop, através do lançamento do sedan executivo do segmento D: O Fiat Regata ES (Energy Saving), modelo especial com detalhes que melhoravam a aerodinâmica, como chuventos nos vidros da frente e um pequeno aileron na mala, para tirar o máximo proveito desta tecnologia.
Este modelo equipava um motor Lampredi de 1301cc, debitando 65cv, e o próprio motor de arranque, bateria e alternador eram reforçados para este sistema.
Baptizado como Citymatic, foi tão inovador que, quem adquiria este modelo, queixava-se de que as outras pessoas achavam que o condutor deixava o carro ir abaixo constantemente. O mundo ainda não estava pronto para esta tecnologia, pois acabou por ser descontinuado pela marca no final dos anos 90, com o último lançamento do Fiat Seicento Citymatic.
Entretanto em 2004, surgiu uma nova implementação do Sistema feita pela Valeo para equipar o Citroën C3, seguindo-se as restantes marcas à medida que esta tecnologia era obrigatória 
Para que o Sistema entre em funcionamento, no caso de carro com caixa de velocidades manual, o veiculo deve estar em ponto morto e o pedal de embraiagem não deve estar pressionado. Para automóveis com transmissão automática, o freio deve estar pressionado.